# Courtrai-Dutsel
Courtrai-Dutsel (Kortrijk-Dutsel en néerlandais) est une section de la commune belge de Holsbeek située en Région flamande dans la province du Brabant flamand. C'était une commune à part entière avant la fusion des communes de 1977.

## Évolution démographique
- Sources : INS, Rem. : 1831 jusqu'en 1970 = recensements, 1976 = nombre d'habitants au 31 décembre.

## Histoire de la paroisse de Courtrai-Dutsel
On[Qui ?] trouve aussi les formes Cortryck-Dutsel et Cortelke. En 1236, Henri, sire de Bautersem, céda la paroisse de Cortryck-Dutsel, avec son église Sainte-Catherine, au couvent de l'Île-Duc de Gempe. Cette cession fut approuvée par l'évêque de Liège en 1252. Elle fut approuvée par le pape Innocent IV en 1255. Toute la dîme et le patronage de l'église revenait à ce couvent, puis, en 1487, du fait du pape Sixte IV, la collation en vint à l'abbaye de Parc.